# Cecilia Bouzat
Cecilia Bouzat, née le 10 décembre 1961 à Bahía Blanca, est une biochimiste argentine, distinguée pour son travail en neurosciences.

## Biographie
Cecilia Bouzat est née à Bahía Blanca, où elle habite toujours. Fille et petite-fille de médecins, Bouzat est la troisième d'une fratrie de six enfants. Professeure à l’université, elle dirige l’institut de recherche en biochimie de Bahia Blanca (INIBBIB) et elle est aussi membre du Conseil national de la recherche scientifique et technique à Buenos Aires. À l'INIBBIB, où elle est revenue après avoir fait son post-doctorat à la Mayo Clinic, à Rochester (Minnesota), aux États-Unis, elle étudie le fonctionnement des récepteurs de neurotransmetteurs, des protéines intervenant dans la communication des neurones. Elle a deux enfants, Camila et Mateo.

## Travail
Ses travaux permettent notamment de mieux connaître la façon dont les cellules cérébrales communiquent entre elles ou avec les muscles. Cette connaissance est par exemple utile pour lutter contre les démences séniles comme l’Alzheimer.
La scientifique travaille depuis l'année 1997 dans l'institut de recherche en biochimie de Bahia Blanca (INIBBIB, CONICET-UNS), dans l'étude des récepteurs appelés Cys-loop qui se trouvent dans le système nerveux, les muscles, et les cellules neuronales. Les Cys-loop sont des protéines de membrane qui ont des rôles clés dans le système nerveux, particulièrement parce qu'ils participent dans la synapse, et permettent les communications rapides entre les neurones, ou entre les neurones et les muscles. Sa recherche est très utile pour lutter contre les démences séniles comme l'Alzheimer, la schizophrénie ou encore la maladie de Parkinson.

## Récompenses
- Août 2004 : la revue scientifique Nature publie son étude, qui porte sur le fonctionnement d'une classe de protéines impliquées dans la transmission nerveuse, qui permet de mettre en pratique des thérapies plus efficaces pour le traitement de diverses pathologies, comme l'épilepsie et la schizophrénie[6].

- Juin 2005 : Fondation John-Simon Guggenheim, Concours Amérique Latine et Caraïbes, Sciences Naturelles - Neurosciences[7].

- 2007 : bourse de Recherche Nationale (Argentine), L’Oréal-UNESCO Pour les Femmes et la Science[8].

- 2014 : Prix L'Oréal - UNESCO Pour les Femmes et la Science[9].